# CM-1007
La CM-1007 es una carretera autonómica de segundo orden de la provincia de Guadalajara (España) que transcurre entre Guadalajara y el km 297 de la N-320 por el término municipal de Cabanillas del Campo. Pertenece a la Red de Carreteras de la Junta de Comunidades de Castilla-La Mancha. Hasta el desdoblamiento de la N-320 era la carretera que unía Guadalajara con Torrelaguna y la N-1.
Es una carretera convencional de una sola calzada con un carril por sentido. Atraviesa la localidad Cabanillas del Campo.